# Илам
Ила́м (перс. ایلام‎, курд. Îlam) — город на западе Ирана, в Восточном Курдистане на границе с Ираком. Административный центр провинции Илам. Население — 168 тыс. человек, в основном — курды.